# Winship Point
Der Winship Point ist eine Landspitze in der Maxwell Bay von King George Island im Archipel der Südlichen Shetlandinseln. Sie markiert die westliche Begrenzung der Einfahrt zur Potter Cove.
Das UK Antarctic Place-Names Committee benannte sie 1960 nach Jonathan Winship III. (1780–1847), Kapitän des Robbenfängers O’Cain aus Boston, der zwischen 1820 und 1821 von der Potter Cove aus in den Gewässern um die Südlichen Shetlandinseln operiert hatte.